# Mudugundi, Tarikere
Mudugundi là một làng thuộc tehsil Tarikere, huyện Chikmagalur, bang Karnataka, Ấn Độ.